# Eric Benét
Eric Benét Jordan (Milwaukee, 15 oktober 1966) is een Amerikaans R&B- en soulzanger.
Benét zong in een band genaamd Benét met zijn zus en neef. In 1992 bracht het trio hun eerste album uit onder dezelfde naam, dat onopgemerkt bleef. Twee jaar later begon Eric Benét aan een solocarrière en tekende bij Warner Bros. Records. In 1996 bracht hij zijn debuutalbum True to Myself uit.
Zijn tweede album A Day in the Life werd in 1999 uitgebracht en bevatte een cover van "Georgy Porgy" met Faith Evans en de single "Spend My Life with You" met Tamia. Het laatstgenoemde nummer steeg naar nummer één op de Amerikaanse R&B-hitlijsten, werd goud gecertificeerd en werd genomineerd voor een Grammy Award voor beste R&B-prestatie door een duo of groep in 2000. Het album A Day in the Life won ook een "Soul Train Music Award" voor beste R&B/Soul album. In 2001 was hij naast Mariah Carey te zien in de muziekfilm Glitter.
Benét was van 2001 tot 2005 getrouwd met actrice Halle Berry.

## Discografie
Albums
- True to Myself (1996)
- A Day in the Life (1999)
- Hurricane (2005)
- Love & Life (2008)
- Lost in Time (2010)
- The One (2012)
- Eric Benét (2016)

- Bibliothèque nationale de France: cb140230852 (data)
- Gemeinsame Normdatei: 135015731
- International Standard Name Identifier: 0000 0000 5516 2542
- Library of Congress Control Number: no00013703
- MusicBrainz: f5bad1a5-53cf-40c1-b03b-c5cf05c65768
- Nationale Bibliotheek van Israël: 987007401218505171
- Système universitaire de documentation: 24406752X
- Virtual International Authority File: 17421117
- WorldCat: E39PBJt8hTXKxG8HB6qPYbBpT3